# Fábio Assunção
Fábio Assunção, właśc. Fábio Assunção Pinto (ur. 10 sierpnia 1971 w São Paulo) – brazylijski aktor i reżyser teatralny, powszechnie znany z występów w telenowelach TV Globo. W 2017 wstąpił do Partii Robotniczej.

## Wczesne lata
Jako chłopiec marzył o zawodzie lekarza, zanim zafascynowała go gra na fortepianie. Przez dwa i pół roku uczęszczał na lekcje gry na gitarze klasycznej, śpiewu i chóru. Mając zaledwie piętnaście lat występował z zespołem o nazwie Delta T. Podczas nauki w kolegium, jednocześnie uczęszczał na kurs teatralny Fundação das Artes w São Caetano do Sul. 

## Kariera
Zadebiutował na szklanym ekranie w telenoweli TV Globo Cóż my, my źli (Meu Bem, Meu Mal, 1990) jako Marco Antonio Venturini. Od tamtej pory zagrał w kilkunastu serialach, z których polscy widzowie obejrzeli Po prostu miłość i Dziedziczną nienawiść. Zagrał też w kilku filmach, m.in. Primo Brasilio oraz ekranizacjach dwóch powieści o przygodach detektywa Belliniego. Za rolę w telenoweli Celebridade (2003) otrzymał nagrodę Contigo (najważniejszą w brazylijskim przemyśle telewizyjnym). Był też do niej nominowany w dwóch kategoriach (najlepszy aktor i najlepsza romantyczna para, wraz z Heleną Ranaldi) za rolę w serialu Coracao de Estudiante  (2002). Nominację dla najbardziej romantycznej pary otrzymał też wraz z Alessandrą Negrini za duet, jaki stworzyli w telenoweli Duszny raj (2007). W telenoweli Totalmente Demais (2015–2016) wcielił się w rolę playboya Arthura Carneiro Velmonta de Alcântary, właściciela agencji modelek.

## Życie prywatne
23 marca 2002 poślubił modelkę i producentkę mody Priscilę Borgonovi, z którą ma syna João (ur. 21 stycznia 2003). Małżeństwo zakończyło się separacją w 2004 (dzień po niej Fabio wytatuował sobie imię syna) i rozwodem w 2005. W latach 2010–2013 był w związku małżeńskim z fotografką Kariną Tavares, z którą ma córkę Ellę Felipę (ur. 2012). 1 października 2020 zawarł związek małżeński z prawniczką Aną Vereną Pinheiro, z którą ma córkę Alanę. Para rozstała się w 2023.

## Wybrana filmografia

### filmy fabularne
- 2000: Dinozaur (Dinossauro) jako Aladar (dubbing)
- 2000: Dwa razy z Heleną (Duas Vezes com Helena) jako Polydoro
- 2000: Na czas (A Hora Marcada) jako Sicrano
- 2001: Bellini i Sfinks (Bellini e a Esfinge) jako Bellini
- 2003: Chcesz wesołą Cristinę (Cristina Quer Casar) jako Paulo
- 2004: Lustro wody - podróż do Rio San Francisco (Espelho d'Água - uma Viagem ao Rio São Francisco) jako Henrique
- 2004: Seks, miłość i zdrada (Sexo, Amor e Traição) jako Thomás
- 2007: Primo Basílio jako Basílio
- 2008: Biu, życia nie jest remakiem (Biu, a Vida Não Tem Remake)
- 2008: Bellini i diabeł (Bellini e o Demônio) jako Remo Bellini
- 2009: Od początku do końca (Do Comeco ao fim) jako Alexandre, ojciec Thomása
- 2024: Motel Destino jako Elias

### telenowele
- 1990: Cóż my, my źli (Meu Bem, Meu Mal) jako Marco Antônio Venturini
- 1991: Wamp (Vamp) jako Felipe Rocha
- 1992: Z ciała i duszy (De Corpo e Alma) jako Caio Pastore
- 1993: Moje marzenie (Sonho Meu) jako Jorge Candeias de Sá
- 1994: Moja ojczyzna (Pátria Minha jako Rodrigo Laport
- 1996: Dziedziczna nienawiść (O Rei do Gado) jako Marcos Mezenga
- 1997: Po prostu miłość (Por Amor) jako Marcelo de Barros Motta
- 1998: Labirynt (Labirinto) jako André Meireles
- 1999: Força de Um Desejo jako Inácio Sobral
- 2001: Os Maias jako Carlos Eduardo da Maia
- 2002: Coração de Estudante jako Eduardo Feitosa
- 2003-2004: Sławni (Celebridade) jako Renato Mendes
- 2005: Mad Maria jako Dr Richard Finnegan
- 2006: JK jako João César
- 2006: Wspaniały (Belíssima) jako Marcelo Assumpção
- 2007: Paraíso Tropical jako Daniel Bastos
- 2008: Biznes w Chinach (Negócio da China) jako Heitor

### serial TV
- 1997: Komedia prywatności (A Comédia da Vida Privada) jako Marcelo/César
- 2000: Anioł (O Anjo)
- 2001: Brava Gente jako Cid
- 2003: Wielka rodzina (A Grande Família) jako Maurício
- 2003: Normalni (Os Normais) jako Leandro
- 2006: Serca Mel (Copas de Mel) jako Salvador